# Capilla de los Remedios (Córdoba)
Capilla de los Remedios es una localidad situada en el departamento Río Primero, provincia de Córdoba, Argentina.
Está compuesta por 1197 habitantes y se encuentra situada a 45 km de la Ciudad de Córdoba.
No posee fecha de fundación pero se estima que sus primeros habitantes datan del siglo XVIII. 
La principal actividad económica en la comuna es la agricultura seguida por la ganadería, siendo el principal cultivo la soja. Asimismo, se encuentran en la localidad numerosos establecimientos agrícolas como plantas de silos, oficinas, etc.

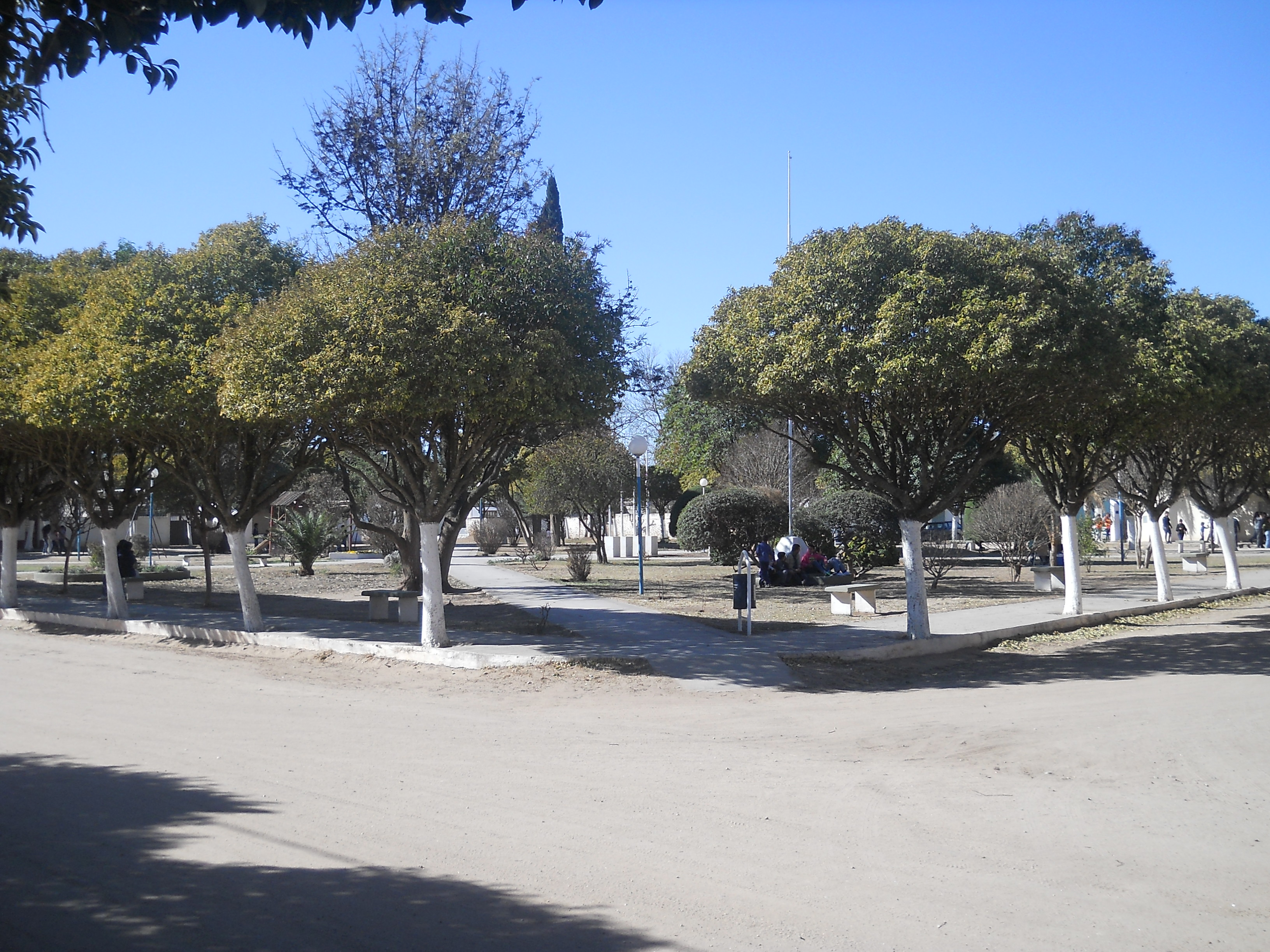
Plaza de Capilla de Los Remedios

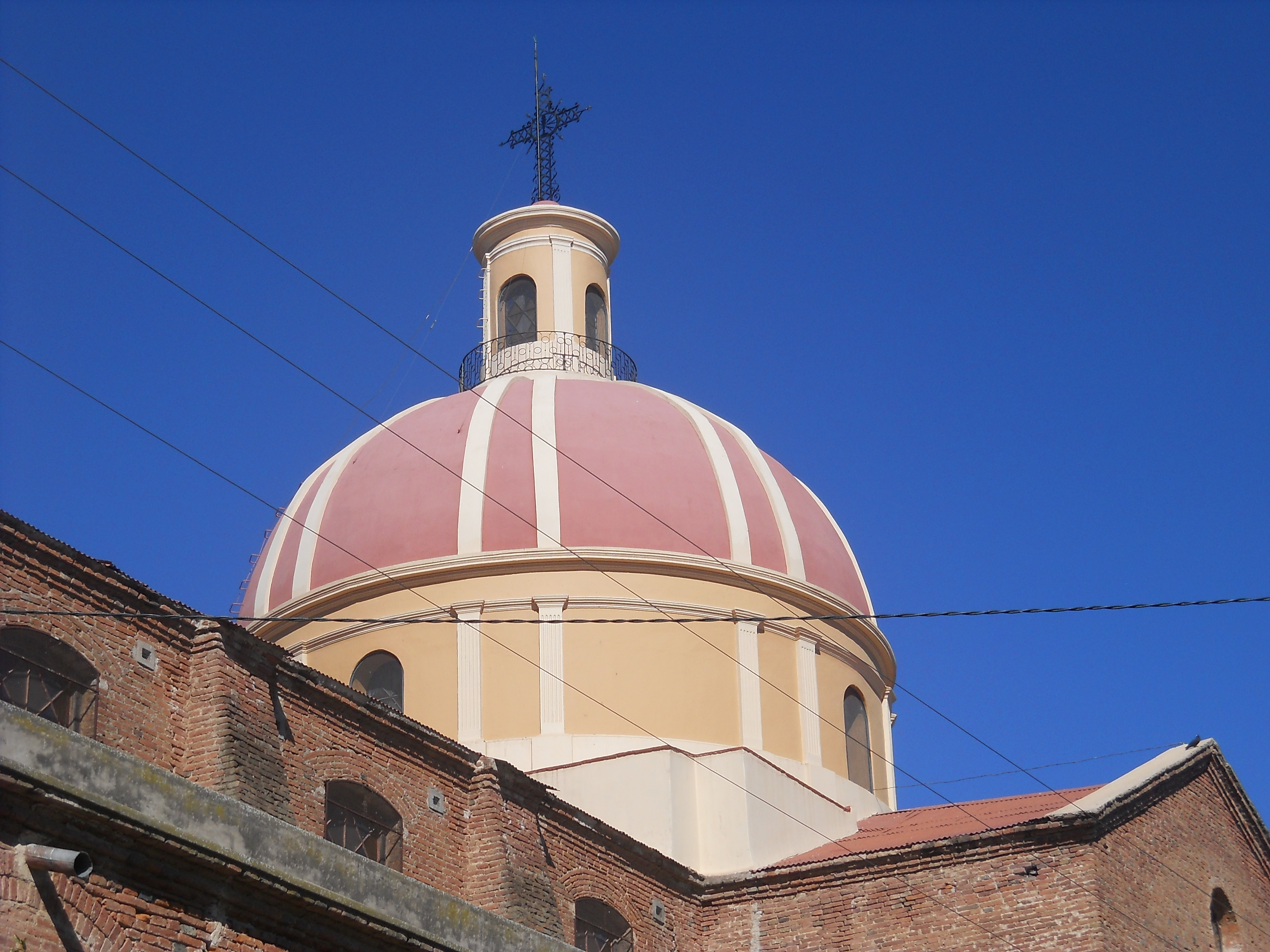
Cúpula iglesia Capilla de los Remedios

Su iglesia, declarada monumento histórico provincial en 1991, fue construida entre los años 1890 y concluida en 1904. 
La fiesta patronal se celebra 24 de mayo en honor a la Virgen de los Remedios.
Existen en la localidad una escuela secundaria, una primarias, un puesto policial(subcomisaria), un centro de salud o dispensario, un edificio comunal (en el que se realizan las actividades de cobro de impuestos, reclamos, etc.), central telefónica y un polideportivo.

## Sismicidad
La sismicidad de la región de Córdoba es frecuente y de intensidad baja, y un silencio sísmico de terremotos medios a graves cada 30 años en áreas aleatorias. Sus últimas expresiones se produjeron:
- 22 de septiembre de 1908 (116 años), a las 17.00 UTC-3, con 6,5 Richter, escala de Mercalli VII; ubicación 30°30′0″S 64°30′0″O / -30.50000, -64.50000; profundidad: 100 km; produjo daños en Deán Funes, Cruz del Eje y Soto, provincia de Córdoba, y en el sur de las provincias de Santiago del Estero, La Rioja y Catamarca[2]

- 16 de enero de 1947 (78 años), a las 2.37 UTC-3, con una magnitud aproximadamente de 5,5 en la escala de Richter (terremoto de Córdoba de 1947)[1]

- 28 de marzo de 1955 (70 años), a las 6.20 UTC-3 con 6,9 Richter: además de la gravedad física del fenómeno se unió el desconocimiento absoluto de la población a estos eventos recurrentes (terremoto de Villa Giardino de 1955)

- 7 de septiembre de 2004 (20 años), a las 8.53 UTC-3 con 4,1 Richter

- 25 de diciembre de 2009 (15 años), a las 21.42 UTC-3 con 4,0 Richter